# ريتشارد سميث (لاعب كريكت)
ريتشارد سميث (27 يونيو 1950 في المملكة المتحدة - ) (بالإنجليزية: Richard Smyth)‏ هو لاعب كريكت بريطاني. لعب مع نادي مقاطعة ساسكس للكركيت ‏.

## وصلات خارجية
- ريتشارد سميث على موقع إي آس بي آن كريك إنفو (الإنجليزية)